# EBML
L'Extensible Binary Meta Language (EBML) è un formato utilizzato per qualsiasi tipo di dato, con lo scopo di essere un equivalente binario al XML.
Dispone di un framework per salvare le informazioni utilizzando tag simili a quelli del XML, ed è stato originariamente creato per il formato contenitore di audio e video di Matroska.
EBML non è estensibile come l'XML, dato che le definizioni dei tipi del documento devono essere conosciute fin dal principio.